# うほほいシネクラブ―街場の映画論
『うほほいシネクラブ―街場の映画論』（うほほいシネクラブ まちばのえいがろん）は、内田樹が著した映画論。共著を含むと著者にとって3冊目の映画論となる。
2011年10月20日、文藝春秋より文春新書として刊行された。
取り上げられた映画のタイトル一覧が文藝春秋のPR誌『本の話』の公式サイトに掲載されている。